# Tradición Bato

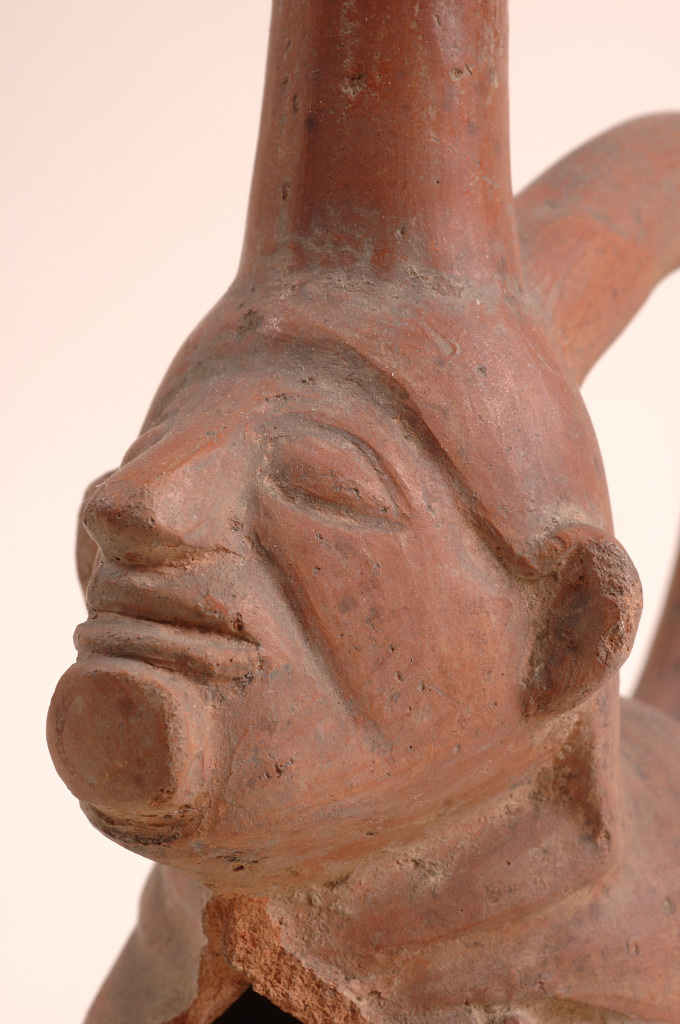
Tembetá de tipo discoidal en la cerámica de la cultura moche, como los usados por la tradición bato.

La tradición bato o complejo cultural de El Bato es una cultura del Chile prehispánico que existió entre el 860 a. C. y el 800 d. C.

## Localización
Presente en toda la zona costera (desde la desembocadura del río Petorca al río Maipo) y por el Valle Central hasta el río Cachapoal. Sus sitios litorales se concentran al norte de Valparaíso.

## Descripción
La sociedad de los bato integró elementos culturales de las comunidades alfareras tempranas, tales como la cerámica con mamelones y pintura de hierro oligisto, el tembetá y las pipas y compartió otros rasgos de la alfarería con poblaciones tempranas del Norte Chico y noroeste argentino, entre ellos el uso del asa-puente, los golletes cribados y la confección de figuras fitomorfos y zoomorfas.

### Diferencias culturales con otras sociedades coetaneas
Se diferenció al desarrollar rasgos particulares de estilo en la decoración de su cerámica como los incisos lineales con campo punteados y la pintura negativa. A diferencia debía sus coetáneos llolleo, bato fue una sociedad de fuerte tradición cazadora recolectora, más móvil y menos homogénea.
Es posible que ambos grupos hayan utilizado la cerámica como medio de identificación étnica, marcando diferencias entre sí, efecto que también deben haber cumplido el uso del tembetá y las modalidades distintas de sus patrones funerarios. En la cordillera, como en la zona de Lo Barnechea, ambos grupos compartieron el espacio con bandas de cazadores recolectores, quienes mantuvieron su modo de vida hasta tiempos muy tardíos

### Tembetá
Presenta muchas características comunes con el Complejo El Molle y con las culturas arcaicas iniciales El uso de tembetás caracteriza a este grupo, lo que los diferencias de los Llolleo, que no lo usan. Los tembetás bato son preferentemente del tipo discoidal con alas, fabricado en cerámica o piedra; con estos mismos materiales confeccionaron también orejeras.

### Pipas
También se encuentran algunas pipas, las que solían tener forma de T invertida. Muchas de estas sociedades usaban alucinógenos en sus prácticas rituales, importadas desde el Planalto brasileño, de donde eran originarias.

### Vivienda
Las viviendas son de familias extensas, con pocos fogones y algunas casas delimitadas por una o más hileras de piedra. Los asentamientos de la costa reflejan una movilidad mayor de los grupos bato que en el interior. Generalmente emplazadas cerca de los principales cursos de agua y ocasionalmente en los territorios alejados de estos. Las áreas destinadas a entierros se ubicaron hacia la periferia o bajo las mismas unidades habitacionales.

### Culto y funebria
Las personas de la tradición bato enterraban a su gente en posición flectada, debajo de sus casas, ya que no tenían cementerios. En el litoral se encuentran los entierros en conchales, sin ofrendas cerámicas.

### Economía
Su economía contemplaba el uso de recursos marinos, camélidos y vegetales. Eran bastante prácticos de acuerdo a su relación con el ambiente. Adecuaban su vivienda y economía a ello.
Los bato llevaron una economía diversificada, con un grado importante de movilidad. En el litoral explotaron los recursos marinos y la flora y fauna de las quebradas que bajan a la costa, consumiendo moluscos, peces, aves y mamíferos marinos y terrestres. En los valles del interior tuvo gran importancia la recolección de frutos silvestres, junto a una horticultura de quínoa, maíz, zapallo y porotos. La molienda era una actividad más propia del interior que de la costa. Se encuentran distintos tipos de puntas líticas en los sitios bato.

### Cerámica
La cerámica bato es de excelente calidad y de un color (monócroma), con o sin decoración incisa, alisada o pulida, con modelados naturalistas (a partir del 400 d. C.). Las vasijas tienen protuberancias y algunas son pintadas con pintura roja o hierro oligisto. Hay vasijas para cocer o tostar alimentos y para guardar o servir líquidos. Este complejo se expande hacia el valle de Aconcagua, donde aparecen más y nuevos sitios en este período. En la Cuenca de Santiago, predominan los sitios bato por sobre los sitios llolleo.

### Dieta
La dieta «costera» de los llolleo era muy distinta a la de los individuos bato del litoral, pese a ser relativamente contemporáneos y a ocupar ambientes semejantes. La principal diferencia está en un mayor consumo de plantas C4 entre los llolleo que debía corresponder al maíz. En cambio parecen aprovechar los mismos tipos de recursos marinos que los individuos bato.

## La Reina
El sitio Parque La Quintrala, ubicado en la Comuna de La Reina, presenta un sector de ocupación habitacional y otro de enterratorios. Los estudios del material arqueológico del primer sector (cerámica incisa, decoración con hierro oligisto, decoraciones con pintura roja, tembetá, etc.) permiten asociarlo a lo que se ha definido como expresión de la tradición bato para el interior de la zona central, con fechas que van entre el 20 a. C. y 280 d. C. distribuidas en dos momentos ocupacionales principales y una posible ocupación posterior fechada en el 425 d. C. (+/–100 años), de menor relevancia.
Con respecto al área de entierros por el momento no se han establecido claramente sus características así como tampoco queda clara su relación contextual con el sector habitacional antes mencionado, sin embargo por la posición de la mayoría de los cuerpos, así como por la presencia de ofrendas cerámicas, pareciera semejarse a lo conocido para el complejo cultural llolleo de la zona central de Chile.

## Cerro Blanco
Existe el llamado sitio Cerro Blanco, que podría atribuirse a esta tradición cultural.

## Colina
En 2023 se encontró un sitio Bato en Colina, Chile.